# ورنر زیلنبایندر
ورنر زیلنبایندر (آلمانی: Werner Seelenbinder؛ ۲ اوت ۱۹۰۴ – ۲۴ اکتبر ۱۹۴۴) کشتی‌گیر و کمونیست اهل آلمان بود.
در المپیاد تابستانی کارگران ۱۹۲۵ در شهر فرانکفورت در دسته فوق سنگین‌وزن کشتی فرنگی برنده مدال طلا شد
ورنر زیلنبیندر به اتهام خیانت به حزب در ۴ فوریه ۱۹۴۲ دستگیر و پس از تحمل دو سال و نیم شکنجه در زندان در اردوگاه در 24 اکتبر ۱۹۴۴ با تبر گردن اعدام شد. در ماه مه ۱۹۴۵ آلمان نازی سقوط کرد و دو ماه بعد خاکستر ورنر طی مراسمی در نزدیکی باشگاه ورزشی که عضو آن بود به خاک سپرده شد. استادیوم نوی کلن برلین و همچنین چندین مدرسه و خیابان و میدان در آلمان به نام او نامگذاری شد.